# Bierkeller
Ein Bierkeller ist ein unterirdischer kühler Lagerraum für Bier, der gelegentlich mit einem Biergarten kombiniert ist. In Franken wird der Begriff häufig als Synonym für Biergarten verwendet.

## Herkunft und Bedeutung

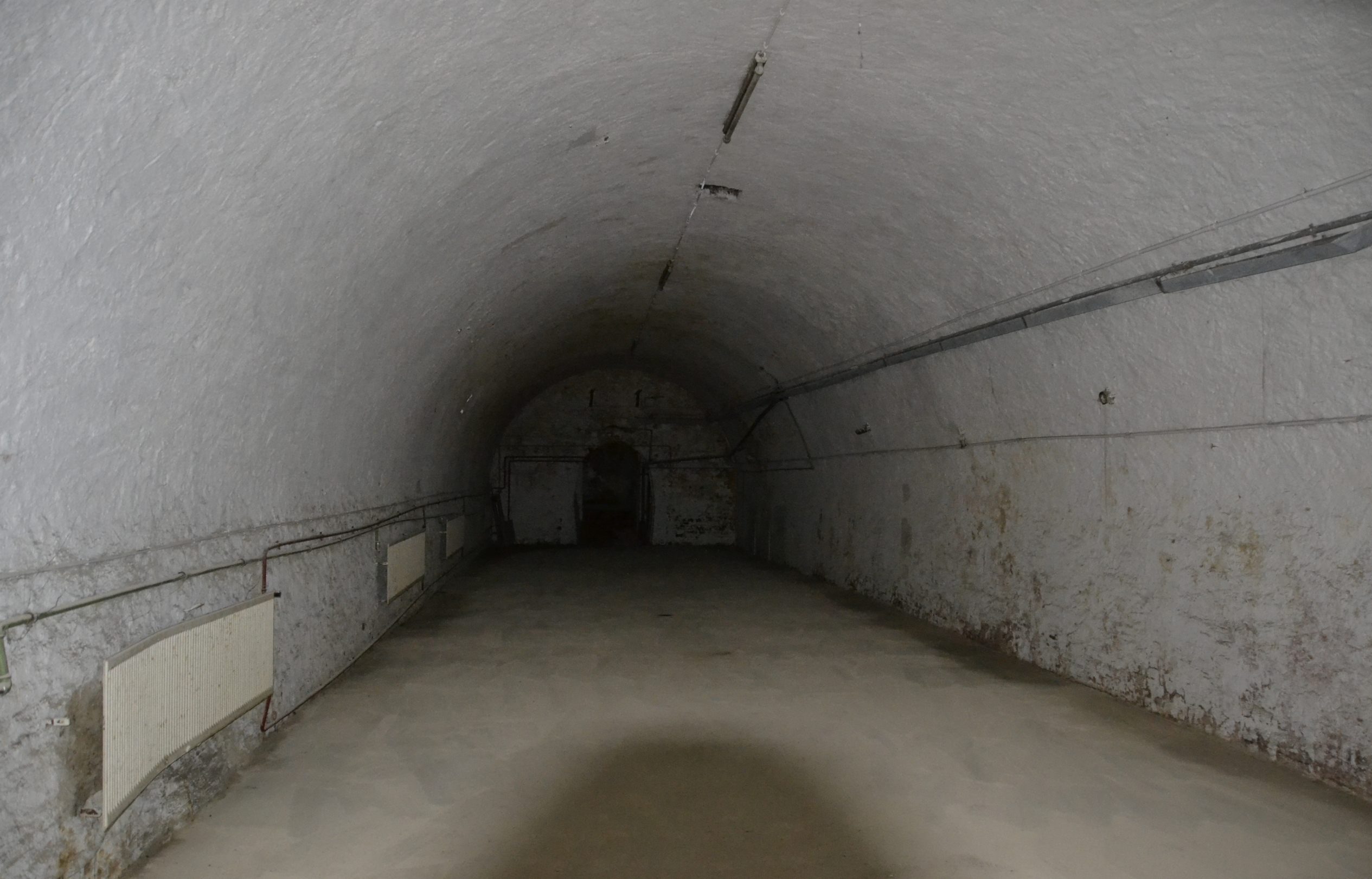
Der Bierkeller unter dem Wolferstetter Keller in Vilshofen an der Donau

Durch Lagerung bei kühlen Temperaturen kann die Haltbarkeit eines Bieres verlängert werden. Vor der Anwendung technischer Kühlanlagen verfügten die meisten Brauereien und Bierlokale deshalb über große Bierkeller. Die Keller wurden im Winter von Eismännern mit Eisblöcken gefüllt, die man aus nahegelegenen zugefrorenen Seen oder Flüssen heraussägte (Eiskeller); aus Franken und Ostpreußen ist bekannt, dass oft Eiszapfen an speziellen, von Wasser überronnenen Gerüsten geschlagen wurden. Mit dem eingelagerten Eis konnte die Temperatur in den Kellern bis in den Spätsommer konstant gehalten werden.
Vermutlich schon früh begannen die Bierbrauer ihre Erzeugnisse (meist nur eine Biersorte) im Sommer im Schatten der zur Kühlung über den Kellern gepflanzten Bäume (vor allem Kastanien, Eichen, Linden, Eschen, Bäume mit großem bzw. dichtem Blattwerk) im fränkischen Raum sogenannten Sommerkellern auszuschänken. Eine der ersten so genutzten Bierkeller ist seit 1605 auf dem Bamberger Stephansberg belegt. Im Laufe des 18. Jahrhunderts ersetzten Bierkeller die Kelterhäuser und Weinkeller in den Bamberger Hügeln und die entsprechende Gastronomie die herkömmlichen Heckenwirtschaften. Ende des 18. und Anfang des 19. Jahrhunderts traf sich bei schönem Wetter die fränkische Gesellschaft vor allem sonntags zu Kegelspiel und Tanz „auf dem Keller“. Dazu wurden Musik- und Tanzpavillone sowie Kegelbahnen errichtet. Letztere waren teilweise noch bis in die 1980er Jahre in Betrieb.
Ihre formelle Legalisierung (Konzession) erhielten die bayerischen Bierkeller durch das von König Ludwig II. von Bayern am 1. Mai 1868 erlassene „Gesetz über Realgewerbeberechtigungen und den Ausschank eigener Erzeugnisse“, das zugleich auch die Erlaubnis zum Betrieb von „Heckenwirtschaften“ für die – vor allem unterfränkischen – Weinbauern beinhaltete. Darin heißt es in Art. 2, Satz 1: „Der Ausschank des eigenen Erzeugnisses bleibt den Bräuern in einem hierfür bezeichneten Lokale und auf ihren Lagerkellern, desgleichen nach Maßgabe des örtlichen Herkommens den schenkberechtigten Kommunbräuern und Weinbauern gestattet.“
In Franken sind auch heute noch viele Bierkeller in Betrieb. Hierbei ist in der Nähe, meist über dem Keller, ein Schankbetrieb errichtet worden. Viele Schankwirte verkaufen dazu auch eine Brotzeit, wobei auf manchen Kellern auch das Mitbringen eigener Brotzeiten erlaubt ist. Dies ist ein wichtiges Kriterium der Bayerischen Biergartenverordnung vom 1. Mai 1999. Ein typisch fränkischer Bierkeller besteht aus dem Kellerhaus am Eingang zum Lagerkeller, aus welchem Getränke und Brotzeiten gereicht werden, und der mit Bierbänken bestückten Schankfläche, oft unter altem Baumbestand aus Eichen, Linden oder Buchen.
Viele fränkische Bierkeller sind gemäß der lokalen Geologie (als Felsenkeller) in den Sandstein getrieben worden, der leicht zu bearbeiten war, und speziell im Raum Bamberg oft aus kleinen Gängen zum Abbau von Scheuersand entstanden. Die entstandenen, zur Bier- und Lebensmittellagerung verwendeten Räumlichkeiten können insbesondere im Stadtgebiet Bamberg erstaunlich große Ausmaße annehmen und verteilen sich manchmal über mehrere Etagen. Die 16 Brauereikeller im Erlanger Burgberg bilden ein Labyrinth von insgesamt 21 km Länge. Ohne zusätzliche Kühlung entspricht die Temperatur darin ganzjährig konstant rund 8 °C. Auf dem Forchheimer Kellerberg findet alljährlich von Ende Juli bis Anfang August das Annafest auf 26 Kellern mit ca. 30.000 Sitzplätzen statt. Viele Keller sind den ganzen Sommer über, einige ganzjährig (mit Innengastronomie) geöffnet. Daneben gibt es insbesondere im Bereich der Frankenalb (Jura) viele aus Kalk-Bruchsteinen gemauerte Gewölbekeller. Der Begriff Bierkeller (auch als Felsenkeller oder Dorfkeller) ist vor allem verbreitet in „Bierfranken“, das im Gegensatz zu „Weinfranken“ traditionell über viele (Klein-)Brauereien verfügt und seit Ende der 1990er Jahre auch vom Brauereisterben stark betroffen ist.
In Südbayern wird überwiegend statt auf den Keller auf den Garten an der Oberfläche abgestellt, hier ist heute die Bezeichnung Biergarten üblich. Namen wie Hofbräukeller, Löwenbräukeller oder Augustiner-Keller zeugen jedoch davon, dass auch hier früher die Bezeichnung „Bierkeller“ weit verbreitet war.